# 魏際瑞

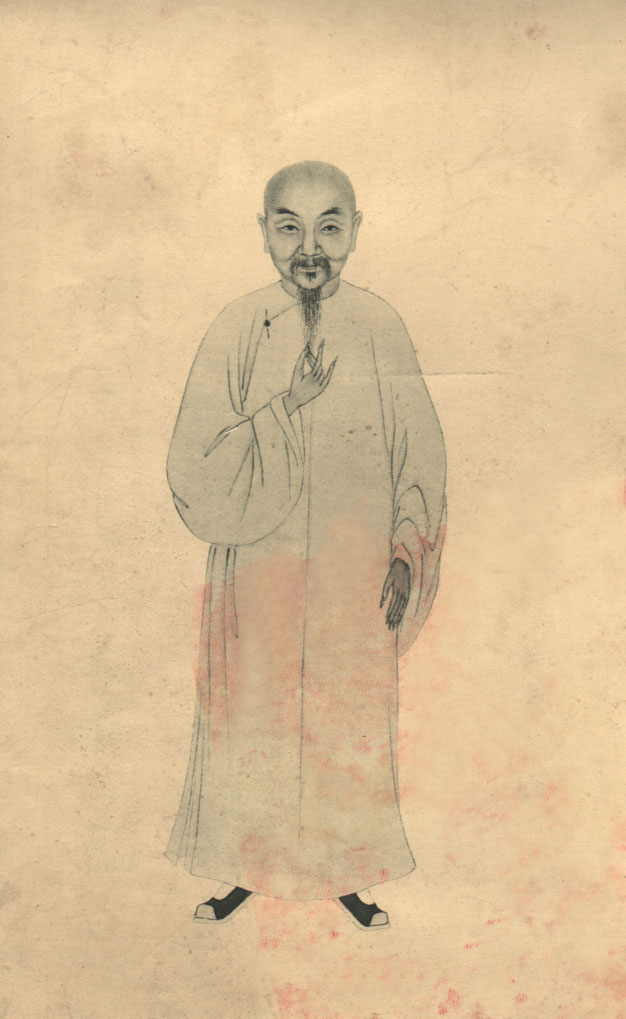
《清代學者象傳》第一集之魏際瑞

魏際瑞（1620年—1677年），原名祥，字善伯，號伯子，明清两朝法学家。有弟魏禧、魏禮。

## 生平
早年出身于明末諸生，其性情聪敏強記，对兵刑禮制律法十分精通。入清后，为貢生，担任浙江巡抚范承謨幕僚。不久后因韓大任事而亡。其著有《四此堂稿》、《文集》十卷，《五雜俎》五卷留世。